# Devolución inglesa

Bandera de Inglaterra

Bandera de Cornualles

Devolución inglesa es un concepto para un parlamento delegado en Inglaterra, como los otros países del Reino Unido (Escocia, Gales e Irlanda del Norte). Los tres otros parlamentos delegados fueron creados en 1999.
El único partido político que quiere un parlamento inglés es el Partido de los Demócratas Ingleses (EDP). El EDP ganó 64.826 votos en la elección de 2010, 0,3% en total.
Después de cinco años de los parlamentos delegados en los otros países, hay entre 16 y 19% apoyo para un parlamento inglés. El 16 de enero de 2007, la BBC descubrió que un parlamento inglés fue querido por 61% de Inglaterra y 51% de Escocia, pero 48% de Gales. Debido a los que fueron neutrales, la mayoría de todos los países quisieron un parlamento inglés.
El condado inglés de Cornualles, que tiene un idioma diferente celta, ha querido un parlamento delegado desde 1998. El 11 de diciembre de 2001, una petición con 50.000 firmas fue mandado al primer ministro británico Tony Blair. En 2004, la empresa financiera Morgan Stanley hizo un estudio sobre identidades y descubrió que 44% de los habitantes de Cornualles dijo que son córnicos más que ingleses o británicos.